# Duluth Hornets
Die Duluth Hornets waren eine US-amerikanische Eishockeymannschaft aus Duluth, Minnesota. Die Mannschaft spielte unter anderem zwischen 1926 und 1933 in der American Hockey Association.  

## Geschichte
Das Franchise war 1926 eines der sechs Gründungsmitglieder der American Hockey Association. In ihrer Premierenspielzeit belegte die Mannschaft auf Anhieb den ersten Platz der regulären Saison. In den Playoffs hatten die Hornets zunächst ein Freilos, ehe sie im Finale die Minneapolis Millers in der Best-of-Five-Serie mit einem Sweep schlugen. In der Folgezeit erreichte das Team noch zwei Mal das Playoff-Finale, unterlag dort jedoch den Minneapolis Millers und den Chicago Shamrocks. Die Saison 1932/33 begann die Mannschaft wie in den Vorjahren in Duluth, wo sie in Konkurrenz zu den neu gegründeten Duluth Natives aus der Central Hockey League standen. Aus diesem Grund wurde die Mannschaft zur zweiten Saisonhälfte nach Wichita, Kansas, umgesiedelt, wo sie unter dem Namen Wichita Blue-Jays die Spielzeit beendete. Zur AHA-Saison 1933/34 wurde der Franchisename erneut geändert, diesmal in Wichita Vikings, jedoch wurde die Mannschaft nach nur drei absolvierten Partien aus der Liga ausgeschlossen. Da mit den Duluth Natives aus der CHL in der Zwischenzeit ein Konkurrent um Zuschauer den Spielbetrieb eingestellt hatte, wurden die Duluth Hornets für die CHL-Saison 1933/34 wieder reaktiviert und spielten selbst noch einmal ein Jahr lang in der Central Hockey League.  